# ニコロ・ピッチンニ

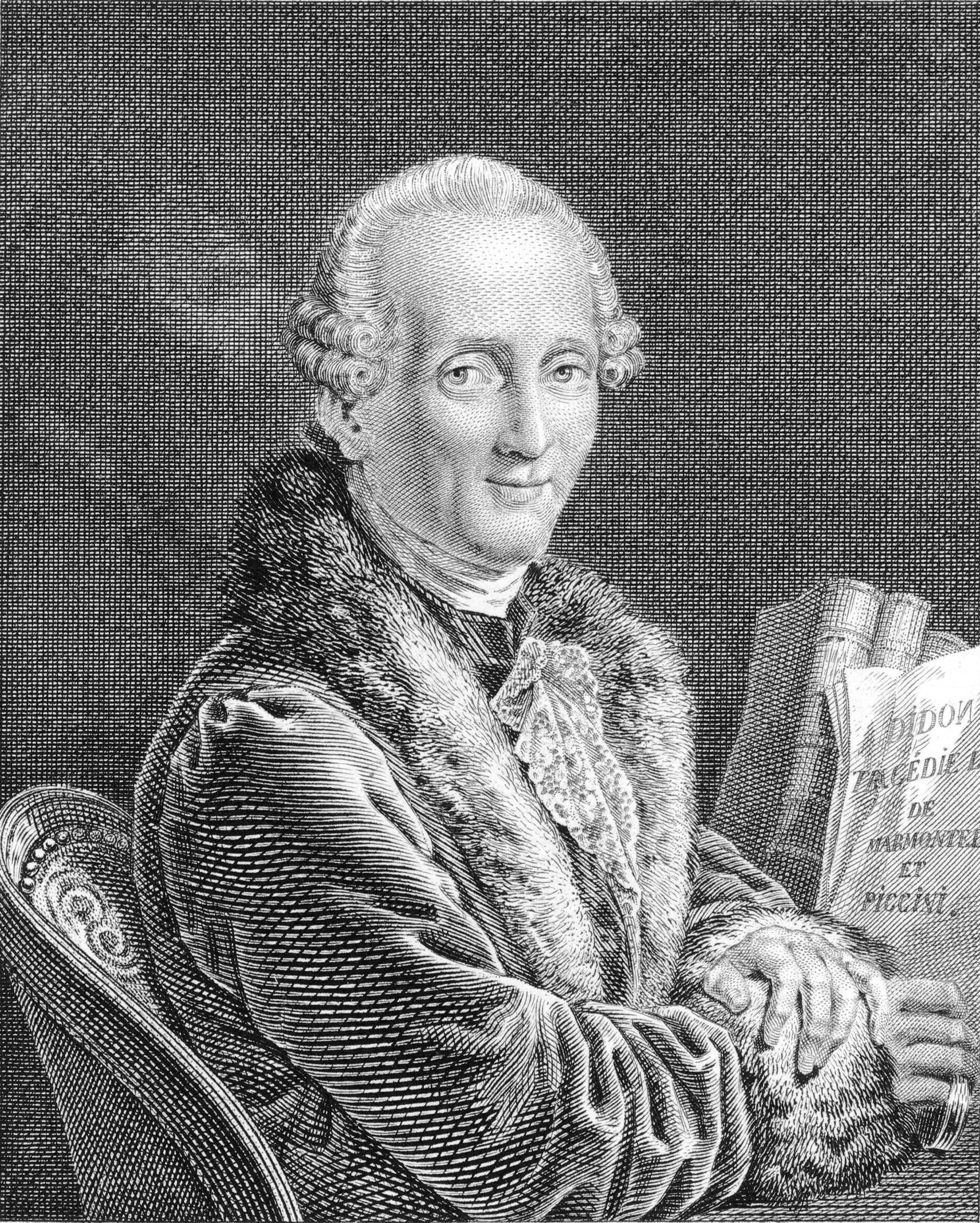
ニコロ・ピッチンニ

ニコロ・ヴィート・ピッチンニ（伊: Niccolò Vito Piccinni, 1728年1月16日 - 1800年5月7日）は、イタリアのクラシック作曲家。名前はニコラ（Nicola）、姓はピッチーニ（Piccini）とも。クリストフ・ヴィリバルト・グルックとの音楽的対立が論争（グルック・ピッチンニ論争）を引き起こしたことで知られる。

## 生涯と音楽
バーリに生まれ、ナポリでレオナルド・レーオやフランチェスコ・ドゥランテの下で教育を受けた。このときピッチンニは、同じく音楽家であった父親に同じ道を歩むのを反対されたが、バーリの司教の調停のおかげで音楽教育を受けられたのである。ピッチンニは1755年に最初のオペラ「Le Donne dispettose」を製作し、1760年にはローマで、自らの幼年期に関する「傑作 chef d'œuvre」と、ヨーロッパでの成功を達成することとなったオペラ・ブッファ「チェッキーナ、または良い娘 La Cecchina ossia la buona Figliuola」を作曲した。
それから6年後、ピッチンニは王妃マリー・アントワネットによってパリに招かれた。彼は1756年に弟子のヴィンチェンツァ・シビッラと結婚していた。彼女は歌手であったが、ピッチンニは結婚後、彼女がステージ上に出ることを許さなかった。その後の彼の作品は全て成功を収めたが、グランド・オペラの監督達は、わざとピッチンニがグルックと対立するよう企み、両者に同じ題材（「タウリスのイピゲネイア Iphigenie en Tauride」）を同時に取り扱うよう仕向けた。パリの市民はグルック派とピッチンニ派の対立する二派に分かれ、無意味かつ不名誉な争いを起こした。グルックの名作「イピゲネイア」は1779年5月18日に初演された。ピッチンニの「イピゲネイア」はその後の1781年1月23日に初演され、17回上演されたが、その後忘れ去られた。二派の争いは、1780年にグルックがパリを去った後も続き、後にはサッキーニを新たなライバルに仕立て上げようとする試みも成された。ピッチンニは好評を受け続け、1787年にグルックが亡くなった後、彼を記憶するために記念碑を建てることを申し出た（グルック派の人々はこれを援助することを拒絶している）。
1784年にピッチンニは王立音楽学校（この学校から誕生したものの1つが1794年に設立されたパリ音楽院である）の教授となった。1789年のフランス革命勃発にともない、彼はナポリへ戻り、最初はナポリ王フェルディナンド4世によって厚遇されたが、彼の娘がフランスの民主主義者と結婚したことで寵を失った。その後9年間彼はヴェネツィア、ナポリ、ローマなどで不安定な生活を送ったが、1798年にパリへ戻っている。人々は彼を熱狂的に迎え入れたが、彼は収入を得ることが出来なかった。ピッチンニはパリ近郊のパッシーで逝去した。享年72。その死後、記念の銘板がバーリの彼が生まれた家に設置された。
ピッチンニは80作以上のオペラを製作しているが、後期の作品がフランスやドイツの舞台作品の影響を受けているものの、彼は18世紀の因習的なイタリア楽派の下にあった。バーリ音楽院は、彼の功績を称えニコロ・ピッチンニ音楽院と改名されている。

## 主な作品
- チェッキーナ、または良い娘（英語版） La buona figliuoula (La Cecchina)（1760年）
- La buona figliuoula maritata （1761年）
- Le donne vendicate （1763年）
- ウティカのカトー Catone in Utica （1770年）
- ロラン（英語版）Roland （1778年）
- アティス（英語版） Atys （1780年）
- トーリードのイフィジェニー（英語版）Iphigénie en Tauride （1781年）
- ディドー（英語版）Didon （1783年）
- テルメドンテのエルコーレ Ercole al Termedonte （1793年）